# Себастьян Еррера Кардона
Себастьян Еррера Кардона (ісп. Sebastián Herrera Cardona, нар. 23 січня 1995, Антіокія) — колумбійський футболіст, захисник боснійського клубу «Борац» (Баня-Лука).
Виступав також за клуби «Работнічкі» та МТК (Будапешт).

## Ігрова кар'єра
У дорослому футболі дебютував 2014 року виступами за команду «Депортіво Перейра», в якій того року взяв участь у 3 матчах чемпіонату. 
Своєю грою за цю команду привернув увагу представників тренерського штабу клубу «Работнічкі», до складу якого приєднався 2015 року. Відіграв за клуб зі Скоп'є наступні п'ять сезонів своєї ігрової кар'єри. Більшість часу, проведеного у складі «Работнічкі», був основним гравцем захисту команди.
У 2020 році уклав контракт з клубом МТК (Будапешт), у складі якого провів наступні два роки своєї кар'єри гравця. Граючи у складі МТК також здебільшого виходив на поле в основному складі команди.
Згодом з 2022 по 2023 рік грав у складі команд «Брегальниця» (Штип) та «Докса».
До складу клубу «Борац» (Баня-Лука) приєднався 2023 року. Станом на 9 липня 2025 року відіграв за команду з Баня-Луки 58 матчів в національному чемпіонаті.